# جون إنغ
جون إنغ هو سياسي أمريكي، ولد في 1942 في هونغ كونغ في الصين. انتخب عضو مجلس نواب واشنطن ‏.